# Ligue européenne de rink hockey 2012-2013
Navigation
Ligue européenne 2011-2012 Ligue européenne 2013-2014
La Ligue européenne de rink hockey 2012-2013 aussi appelée Euroleague est la 48e édition de la plus importante compétition européenne de rink hockey entre équipes de club, et la 6e sous la dénomination Ligue européenne. La compétition s'est déroulée du 9 novembre 2012 au 2 juin 2013. Le SL Benfica a remporté son premier titre.

## Participants
Les 16 participants à la compétition doivent être affiliés à l'une des fédérations suivantes : Allemagne, Espagne, France, Italie, Portugal ou Suisse. Le champion en titre ainsi que les champions nationaux sont automatiquement qualifiés. Les 9 équipes sont sélectionnées dans les 6 fédérations selon un système de "quota-parts" attribué à chaque fédération et calculé en fonction des résultats des clubs affiliés aux compétitions européennes (Ligue européenne+Coupe CERS) durant les 4 dernières années.

## Phase de poule

### Groupe A
| Rang | Équipe        | Pts | J | G | N | P | Bp | Bc | Diff |  | Résultats (dom.\ext.) |     |     |     |     |
| ---- | ------------- | --- | - | - | - | - | -- | -- | ---- |  | --------------------- | --- | --- | --- | --- |
| 1    | FC Barcelone  | 14  | 6 | 4 | 2 | 0 | 19 | 11 | +8   |  | FC Barcelone          |     | 1-1 | 5-3 | 4-2 |
| 2    | Igualada HC   | 10  | 6 | 3 | 1 | 2 | 18 | 15 | +3   |  | Igualada HC           | 0-1 |     | 3-2 | 7-4 |
| 3    | Candelária SC | 5   | 6 | 1 | 2 | 3 | 15 | 18 | -3   |  | Candelária SC         | 3-3 | 3-1 |     | 1-3 |
| 4    | HC Quévert    | 4   | 6 | 1 | 1 | 4 | 18 | 26 | -8   |  | HC Quévert            | 2-5 | 4-6 | 3-3 |     |

### Groupe B
| Rang | Équipe          | Pts | J | G | N | P | Bp | Bc | Diff |  | Résultats (dom.\ext.) |     |     |     |      |
| ---- | --------------- | --- | - | - | - | - | -- | -- | ---- |  | --------------------- | --- | --- | --- | ---- |
| 1    | FC Porto        | 13  | 6 | 4 | 1 | 1 | 34 | 23 | +11  |  | FC Porto              |     | 6-4 | 6-6 | 8-4  |
| 2    | CE Noia         | 10  | 6 | 3 | 1 | 2 | 17 | 15 | +2   |  | CE Noia               | 4-2 |     | 5-3 | 2-2  |
| 3    | Amatori Lodi    | 8   | 6 | 2 | 2 | 2 | 28 | 24 | +4   |  | Amatori Lodi          | 2-4 | 1-0 |     | 10-3 |
| 4    | SCRA Saint-Omer | 2   | 6 | 0 | 2 | 4 | 19 | 36 | -17  |  | SCRA Saint-Omer       | 3-8 | 1-2 | 6-6 |      |

### Groupe C
| Rang | Équipe         | Pts | J | G | N | P | Bp | Bc | Diff |  | Résultats (dom.\ext.) |     |     |     |      |
| ---- | -------------- | --- | - | - | - | - | -- | -- | ---- |  | --------------------- | --- | --- | --- | ---- |
| 1    | SL Benfica     | 13  | 6 | 4 | 1 | 1 | 35 | 17 | +18  |  | SL Benfica            |     | 7-1 | 4-4 | 12-3 |
| 2    | Reus Deportiu  | 12  | 6 | 4 | 0 | 2 | 32 | 26 | +6   |  | Reus Deportiu         | 4-3 |     | 7-4 | 11-3 |
| 3    | CGC Viareggio  | 10  | 6 | 3 | 1 | 2 | 34 | 25 | +9   |  | CGC Viareggio         | 2-4 | 8-3 |     | 7-3  |
| 4    | RSC Cronenberg | 0   | 6 | 0 | 0 | 6 | 17 | 50 | -33  |  | RSC Cronenberg        | 3-5 | 1-6 | 4-9 |      |

### Groupe D
| Rang | Équipe         | Pts | J | G | N | P | Bp | Bc | Diff |  | Résultats (dom.\ext.) |      |     |     |      |
| ---- | -------------- | --- | - | - | - | - | -- | -- | ---- |  | --------------------- | ---- | --- | --- | ---- |
| 1    | HM Valdagno    | 16  | 6 | 5 | 1 | 0 | 40 | 22 | +18  |  | HM Valdagno           |      | 7-3 | 5-3 | 7-5  |
| 2    | HC Liceo       | 10  | 6 | 3 | 1 | 2 | 33 | 26 | +7   |  | HC Liceo              | 4-4  |     | 6-3 | 8-2  |
| 3    | UD Oliveirense | 9   | 6 | 3 | 0 | 3 | 37 | 32 | +5   |  | UD Oliveirense        | 6-10 | 6-5 |     | 11-2 |
| 4    | Genève RHC     | 0   | 6 | 0 | 0 | 6 | 18 | 48 | -30  |  | Genève RHC            | 1-7  | 4-7 | 4-8 |      |

## Phase finale

### Quarts de finale
| Équipe 1      | Score | Équipe 2     | Aller | Retour |
| ------------- | ----- | ------------ | ----- | ------ |
| HC Liceo      | 5-7   | FC Barcelone | 2-2   | 3-5    |
| CE Noia       | 3-10  | SL Benfica   | 3-3   | 0-7    |
| Reus Deportiu | 7-8   | FC Porto     | 3-2   | 4-6    |
| Igualada HC   | 2-6   | HM Valdagno  | 2-3   | 0-3    |

### Final four
|  | Demi-finales | Demi-finales |            |   | Finale | Finale |
|  | Demi-finales | Demi-finales |            |   | Finale | Finale |
|  |              |              |            |   |        |        |
|  | 1er juin     | 1er juin     |            |   | 2 juin | 2 juin |
|  | 1er juin     | 1er juin     |            |   | 2 juin | 2 juin |
|  | FC Barcelone | 5            |            |   | 2 juin | 2 juin |
|  | FC Barcelone | 5            |            |   | 2 juin | 2 juin |
|  | SL Benfica   | 6            |            |   | 2 juin | 2 juin |
|  | SL Benfica   | 6            | SL Benfica | 6 |        |        |
|  | 1er juin     |              | SL Benfica | 6 |        |        |
|  |              | FC Porto     | 5          |   |        |        |
|  | FC Porto     | FC Porto     | 5          | 9 |        |        |
|  | FC Porto     |              |            | 9 |        |        |
|  | HM Valdagno  | 7            |            |   |        |        |
|  | HM Valdagno  | 7            |            |   |        |        |

## Classement des buteurs
|   | Buteur                 | Club            | Buts | Ratio |
| - | ---------------------- | --------------- | ---- | ----- |
| 1 | Pedro Gil              | HM Valdagno     | 19   | 3.1   |
| 2 | Jordi Bargalló         | HC Liceo        | 15   | 2.5   |
| 3 | Gonçalo Alves          | UD Oliveirense  | 13   | 2.1   |
| 4 | Mirko Bertolucci       | CGC Viareggio   | 11   | 1.8   |
| 5 | Miguel Rocha           | UD Oliveirense  | 10   | 1.6   |
| 6 | Ricardo Barreiros      | FC Porto        | 9    | 1.5   |
| - | Tiago Barbosa          | SCRA Saint-Omer | 9    | 1.5   |
| 8 | Tó Silva               | UD Oliveirense  | 8    | 1.6   |
| 9 | Emanuel García         | CGC Viareggio   | 8    | 1.3   |
| - | Raül Marín             | Reus Deportiu   | 8    | 1.3   |
| - | Jorge Silva            | FC Porto        | 8    | 1.3   |
| - | Carlos Nicolía         | HM Valdagno     | 8    | 1.3   |
| - | Antonio Pérez González | HC Liceo        | 8    | 1.3   |